# 건강 하우스 깡있는 아침
《건강 하우스 깡있는 아침》은 문화방송의 시사교양 프로그램이다.

## 기획의도
건강한 사람들은 건강한 하루의 깡 프로그램

## 제작진
- 극본 : 황선덕
- 연출 : 이한성

## 출연진
- 강주은
- 한현민